# D-Link
D Link
În 2007, D-Link era cea mai mare companie la nivel mondial pe segmentul companiilor mici și mijlocii (IMM), cu o cotă de piață de 21,9%. În martie 2008 a devenit lider de piață pe livrări de produse Wi-Fi la nivel global, deținând 33% din piața totală. În 2007, compania a fost inclusă în „Info Tech 100”, lista cu cele mai bune companii de IT din lume. De asemenea, s-a clasat pe locul 9 în topul celor mai bune companii de IT din lume, pentru profituri asigurate acționarilor, conform „BusinessWeek”.. 
Compania are 127 birouri de vânzări, în 64 de țări, și 10 centre de distribuție globală, care deservesc 100 de țări din întreaga lume. D-Link funcționează după un model cu canale indirecte, derulându-și vânzările prin distribuitori, revânzători, vânzători cu amănântul și furnizori de computere și echipamente pentru telecomunicații.  
Principalii competitori sunt Cisco, Netgear, HP și 3Com.

## Istoric
D-Link Corporation și-a schimbat numele din Datex Systems Inc. în 1994, când a devenit o companie listată public și prima companie din domeniul produselor pentru rețele listată la Bursa din Taiwan. Acțiunile sale sunt acum tranzacționate public la bursele din Taiwan și NSE.
Compania a fost înființată de șapte persoane, între care era și Ken Kao, regretatul președinte al D-Link. Tony Tsao a fost numit CEO și Președinte pe 21 iunie 2008.

## Produse
Produsele D-Link sunt orientate către piața produselor de networking și comunicații. Produsele sale destinate companiilor acoperă segmentele de switching, securitate și business wireless, în timp ce produsele destinate consumatorilor individuali includ consumer wireless, broadband și Digital Home (media playere, soluții de stocare și supraveghere).
D-Link fost prima companie din domeniul soluțiilor pentru rețele care a lansat produse Green Ethernet, folosind tehnologii pentru reducerea consumului de energie pe smart switch-urile sale fără management și, ulterior, pe routerele sale wireless.